# Ana Stilianu
Ana Stilianu (gr. Άννα Στυλιανού, Ánna Stylianoú; ur. 20 maja 1986 roku w Larnace) – cypryjska pływaczka, której specjalnością jest styl dowolny.
Stilianu jako 14-latka pojechała na LIO 2000 i wystartowała na 100 metrów stytlem dowolnym, lecz zajęła tam dopiero 44-miejsce z wynikiem 59,08 sekundy. Osiem lat później pojechała na LIO 2008 do Pekinu, gdzie startowała na 200 metrów stylem dowolnym uzyskując czas 2:00:55 oraz na 100 metrów tym samym stylem zajmując 6. miejsce z czasem 56:38.